# Oued ed Dahab-Lagouira
Oued ed Dahab-Lagouira is een regio in Marokko. De hoofdstad en ook de enige plaats van betekenis is Dakhla (Villa Cisneros). De regio ligt ten zuiden van de regio Laâyoune-Boujdour, grenst in het zuiden en oosten aan Mauritanië en in het westen aan de Atlantische Oceaan. De regio valt in zijn geheel binnen de grenzen van het door Marokko bezette Westelijke Sahara. Oued ed Dahab-Lagouira heeft een oppervlakte van 50.880 km² en heeft 99.367 inwoners (2004). Het oostelijke deel (op de kaart fijn gearceerd) wordt geclaimd door Marokko, maar staat niet onder Marokkaanse controle.
De regio bestaat uit een provincie en een prefectuur*:
- Aousserd*
- Oued ed Dahab

Huidige regio's: Béni Mellal-Khénifra · Casablanca-Settat · Dakhla-Oued Eddahab · Drâa-Tafilalet · Fès-Meknès · Guelmim-Oued Noun · Laâyoune-Sakia El Hamra ·  Marrakech-Safi · Oriental · Rabat-Salé-Kénitra · Souss-Massa · Tanger-Tétouan-Al Hoceïma

Oude regio's voor 2015: Chaouia-Ouardigha · Doukala-Abda · Fez-Boulmane · Gharb-Chrarda-Béni Hsen · Grand Casablanca · Guelmim-Es Semara · Laâyoune-Boujdour · Marrakech-Tensift-Al Haouz · Meknès-Tafilalet · Oriental · Oued ed Dahab-Lagouira · Rabat-Salé-Zemmour-Zaer · Souss-Massa-Daraâ · Tadla-Azilal · Tanger-Tétouan · Taza-Al Hoceïma-Taounate